# 安第斯動冠傘鳥
安第斯動冠傘鳥，也稱安第斯冠傘鳥，是種分佈於南美洲安第斯山脈雲霧林內的中形雀形目鳥類。被廣泛認定是秘魯的國鳥。
其种加词“peruviana”意为“秘鲁的”。
此鳥的兩性異形相當明顯：雄鳥有大的碟形鳥冠，身披緋紅色或鮮橙色的羽毛；雌鳥鳥冠較小，羽色明顯較晦暗。每到繁殖季節，雄鳥就會聚集到求偶場內，透過點頭及快速跳起來誇耀其亮麗的羽毛，並發出不同類型的嗚叫。交配過後，雌鳥會獨力堅負起築巢、孵化及照顧幼小的所有工作。

## 分類學
安第斯動冠傘鳥是動冠傘鳥屬兩種物種中的其中一種，首先由英國鳥類學家約翰·萊瑟姆（John Latham）於1790年描述。屬名 Rupicola 來自拉丁語，前半部rupes代表「石」或「峭壁」，後半部cola代表「棲息」，來自這類鳥類棲息築巢於石牆上的習性。種加詞 peruvianus 則是「來自秘魯」的意思，在較舊的著作中也會見 peruviana 這個種加詞。目前已有四個亞種被確認：
- R. p. peruvianus - 指名亞種
- R. p. aequitorialis
- R. p. sanguinolentus
- R. p. saturatus

## 描述
安第斯動冠傘鳥是種中形，體長約32厘米的雀形目鳥種，有明顯的兩性異形。雄鳥有大的碟形鳥冠，身披緋紅色或鮮橙色的羽毛，尾羽及飛羽均為黑色，肩羽則為淡灰色，鳥啄帶有淡黃色；雌鳥羽色主要為暗褐色，明顯較雄性晦暗，鳥冠也小得多，鳥啄尖端有黃色點綴。虹膜色彩變化很大，不同性別及不同亞種均有不同的色彩，雄性包括紅到橙黃到藍白色，雌性則由白到淡紅到褐色也有。

## 分佈及生境
安第斯動冠傘鳥的分佈十分廣泛，南美洲大陸安第斯山脈上的雲霧林內均有其蹤影，生活範圍達260,000km²，國境包括厄瓜多爾、委內瑞拉、哥倫比亞、秘魯及玻利維亞等。主要在海拔500至2400米的一些深谷、或有河流流經的森林山區內。常在中至低的林區內逗留活動，但也會因尋覓果實而到達較高的地區，並跨越空曠的林地。一般性格較害羞，不喜歡引人注目，多在其飛行往不同谷地時驚鴻一瞥。

## 行為

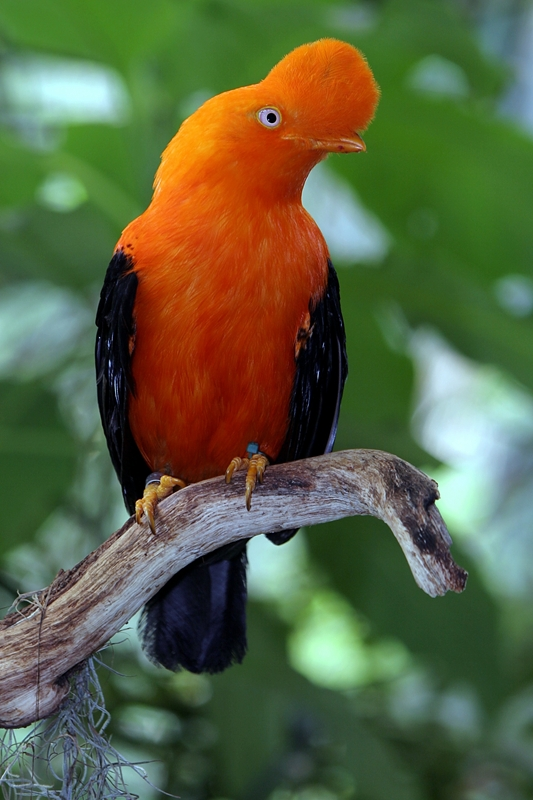
雄性安第斯動冠傘鳥近觀

### 鸣叫
在求偶場內雄性安第斯動冠傘鳥會發出多樣的嗚叫，此外在覓食時，如牠們受到騷擾，也會發出極響亮刺耳的「嗚嚇」叫聲。

### 食物
以果實及昆蟲為主為，偶爾也會捕食如青蛙及蜥蜴等脊椎動物。牠們也是眾多會追隨行軍蟻的物種中的其一。

### 繁殖
整個繁育下代的過程中，雄性把絕大部分的精力用在求偶的展示上。牠們會聚集在求偶場上與其他雄性競逐異性，完成交配後則把所有工作交結雌性完成。這種傾向也代表牠們是一夫多妻制的。
在求偶過程中雄性對外界的影響十分敏感，因此詳細的研究紀錄並不多。其中一個紀錄指雄性們會雙雙成組，並進行「對抗性的演示」。當中包括面對面的躬腰、跳躍、拍翼，有時甚至會猛咬喙部；與此同時會發出不同的嘎嘎及咕噥的叫聲。當雌鳥接近時，動作會變得更加頻繁激烈。整個演示就在瘋狂的行為及吵雜的叫囂中進行，而且夾雜著許多奇怪的叫聲。
其中一個研究指出求偶展示與光強度有關連，當早上的光強度與午間的光強度一樣時，早上也會出現求偶展示。

### 築巢
鳥巢由雌性全權負責，多建在石脈外露或一些洞穴上，並用泥塗得厚厚的。一巢多誕下兩枚白色的鳥蛋。

## 保護現狀
全球的種群數目並沒有正式統計，但普遍認為此物種並沒有受到威脅，因此在IUCN紅色名錄內列為无危物种（LC）。

## 外部連結
- 國際鳥盟介紹 （页面存档备份，存于）
- 安第斯動冠傘鳥的影片 （页面存档备份，存于）